# 기아 레토나
기아 레토나(Kia Retona)는 기아자동차의 지프형 스포츠 유틸리티 자동차(SUV)다.

## 1세대

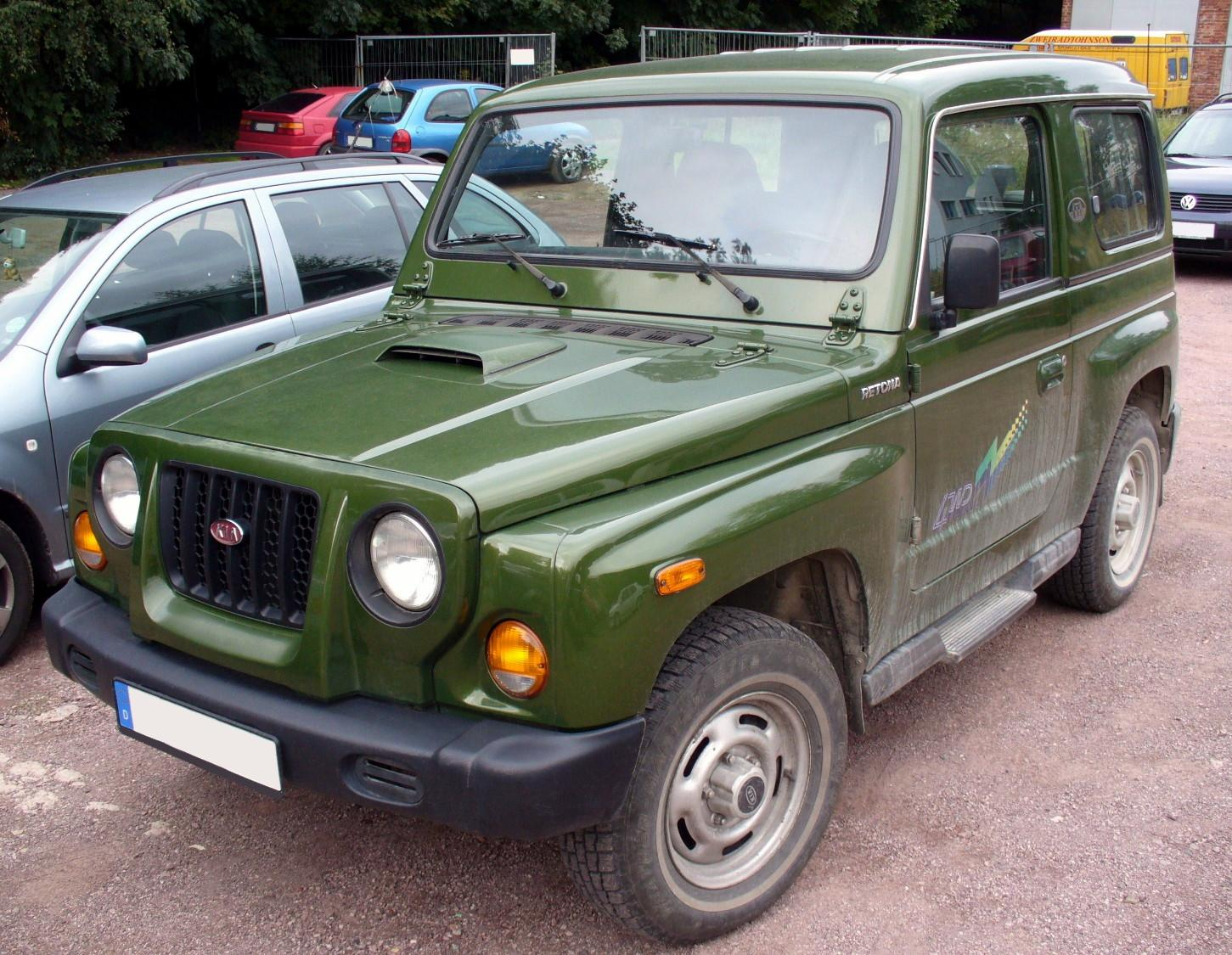
기아 레토나 정측면

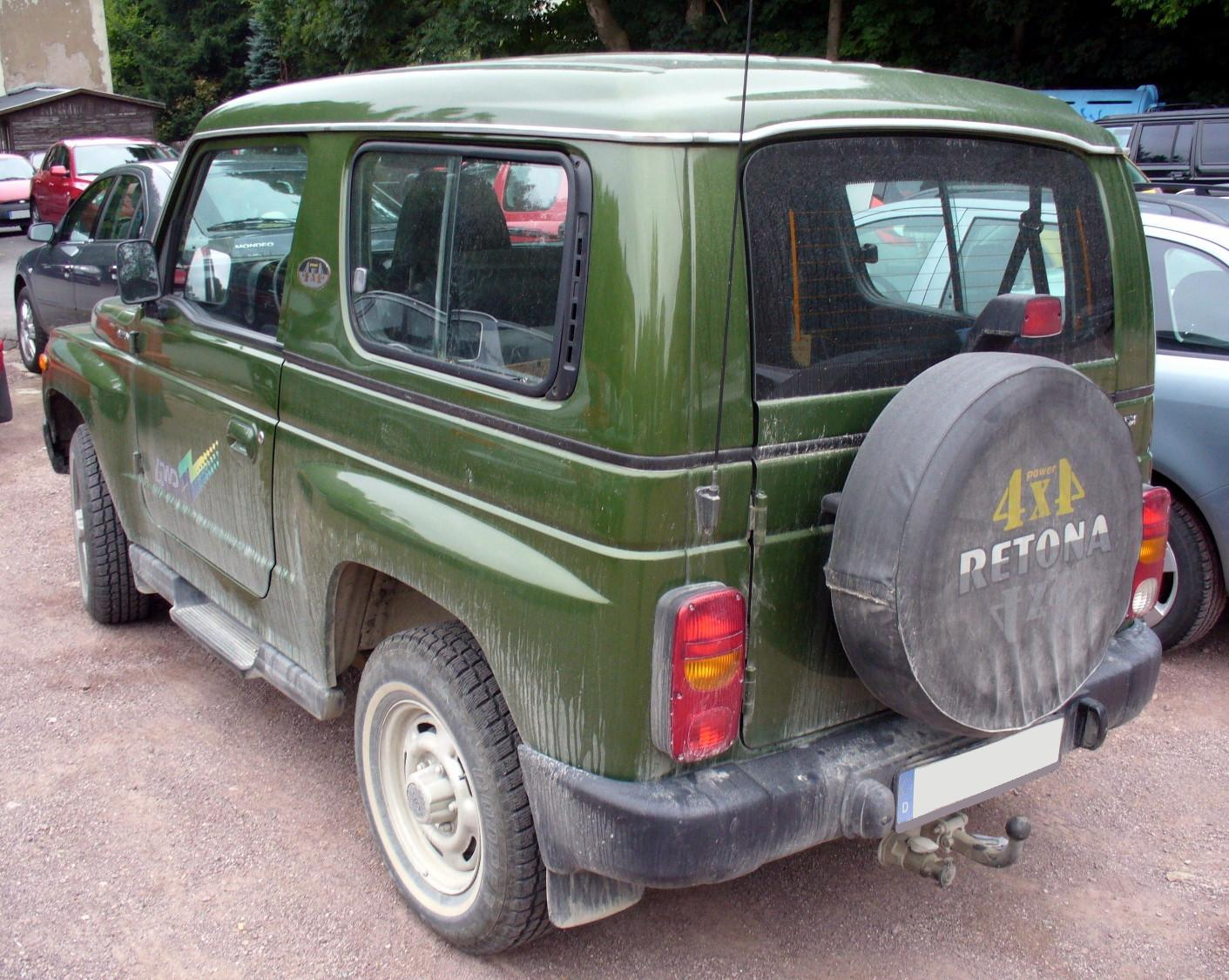
기아 레토나 정측면

K-111의 후속 군용차로 개발하여 1996년부터 국방부에 납품한 K-131 모델의 민수용 버전이며, 1998년 6월 8일에 시판되었다. 개발과 생산은 아시아자동차에서 하였으나, 기아에서 판매하였다. 록스타 R2의 후속 차종으로, 스포티지(1세대)의 플랫폼을 공용하여 프레임 바디이다. 엔진은 2.0 디젤과 가솔린이 있었는데 아이신 자동 4단/수동 5단이 있었다. 차명인 레토나는 '자연으로 돌아가다(Return to nature)'라는 뜻이다. 2000년 9월 25일에는 레토나 크루저로 페이스 리프트를 거쳐 가솔린 모델이 없어졌다. 그러나 2003년 6월에 저조한 판매실적으로 인한 판매 부진으로 인해 배출가스 규제를 충족하지 못하여 단종되었다. 디젤 엔진이 고속 주행시 헤드의 결함으로 보기 힘든 차지만, 1세대 스포티지보다는 조금이나마 길거리에 보인다.

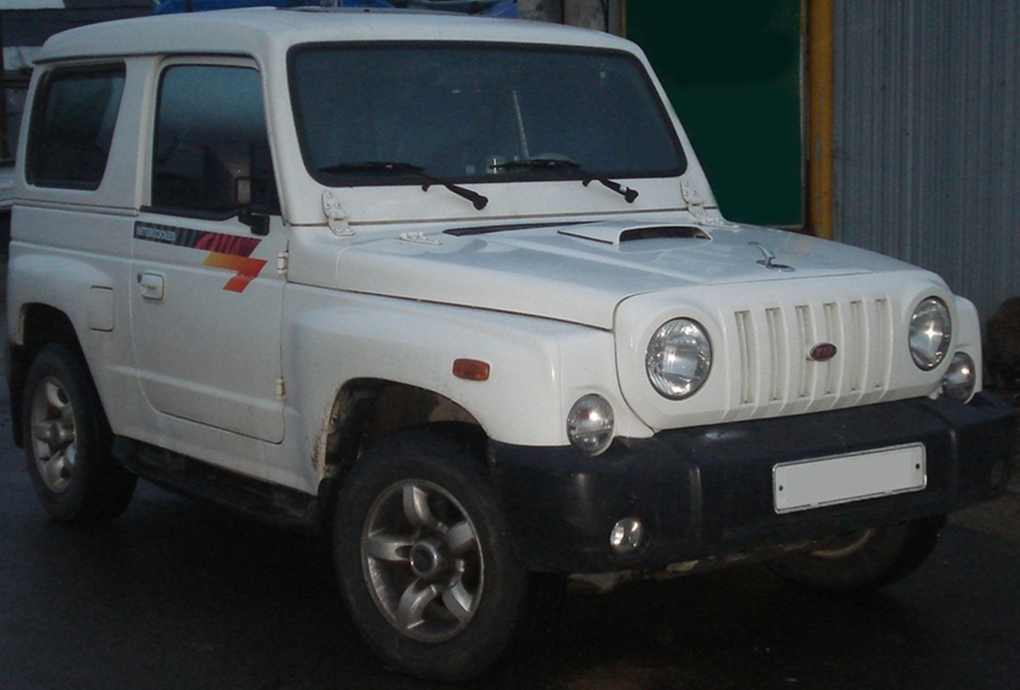
기아 레토나 크루저 정측면
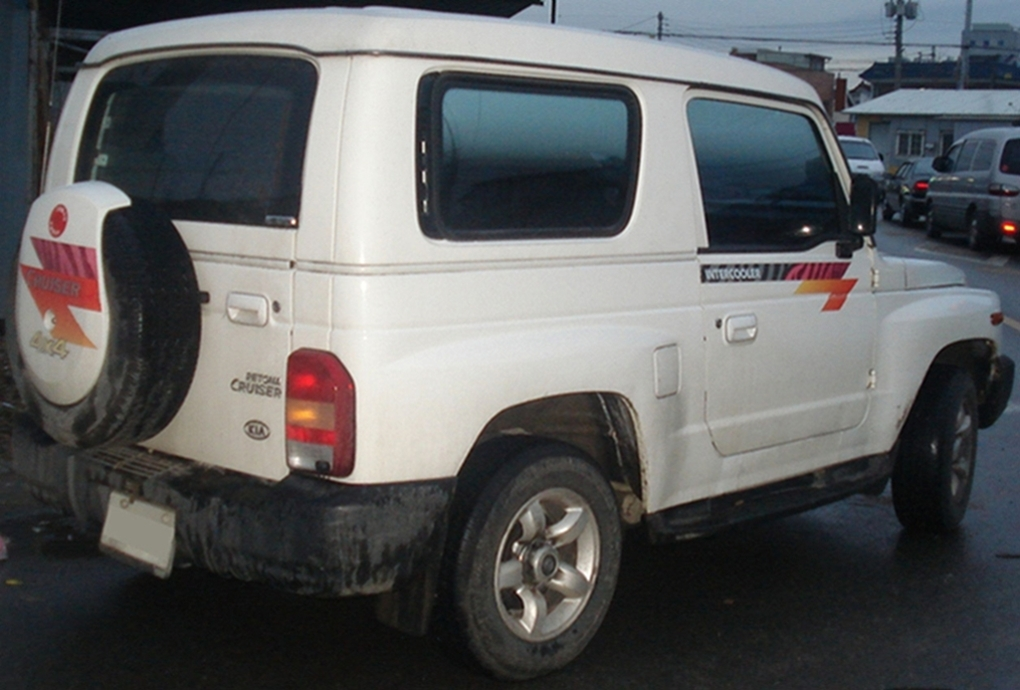
기아 레토나 크루저 후측면

| 구분                 | 레토나 2.0L 가솔린 4WD        | 레토나 2.0L 디젤 4WD          | 레토나 크루저 2.0L 디젤 4WD                                                 |
| -------------------- | ----------------------------- | ----------------------------- | --------------------------------------------------------------------------- |
| 전장 (mm)            | 4,000                         | 4,000                         | 4,025                                                                       |
| 전폭 (mm)            | 1,745                         | 1,745                         | 1,745                                                                       |
| 전고 (mm)            | 1,835                         | 1,835                         | 1,835                                                                       |
| 축거 (mm)            | 2,360                         | 2,360                         | 2,360                                                                       |
| 윤거 (전, mm)        | 1,480                         | 1,480                         | 1,480                                                                       |
| 윤거 (후, mm)        | 1,480                         | 1,480                         | 1,480                                                                       |
| 승차 정원            | 2명(밴) 4명 5명               | 2명(밴) 4명 5명               | 2명(밴) 4명 5명                                                             |
| 변속기               | 수동 5단 자동 4단             | 수동 5단 자동 4단             | 수동 5단 자동 4단                                                           |
| 서스펜션 (전/후)     | 더블 위시본/4링크 코일 스프링 | 더블 위시본/4링크 코일 스프링 | 더블 위시본/4링크 코일 스프링                                               |
| 구동 형식            | 4륜구동                       | 4륜구동                       | 4륜구동                                                                     |
| 엔진 형식            | FE                            | RT                            | RT                                                                          |
| 연료                 | 가솔린                        | 디젤                          | 디젤                                                                        |
| 배기량 (cc)          | 1,998                         | 1,998                         | 1,998                                                                       |
| 최고 출력 (ps/rpm)   | 136/6,000                     | 87/4,000                      | 87/4,000 (이후 83/4,000으로 변경)                                           |
| 최대 토크 (kg*m/rpm) | 18.5/4,000                    | 20.4/2,000                    | 20.4/2,000 (이후 19.5/2,000으로 변경)                                       |
| 연비 (km/L)          | 9.1(수동 5단)                 | 11.9(수동 5단)/ 9.9(자동 4단) | 11.9(수동 5단)/ 9.9(자동 4단) (이후 10.4(수동 5단)/ 9.6(자동 4단)으로 변경) |